# Il mondo di Benjamin
Il mondo di Benjamin (The Secret World of Benjamin Bear) è un cartone animato statunitense-canadese prodotto da Amberwood Entertainment. In Italia gli episodi sono stati uniti in coppie per un totale di 52 episodi da 20 minuti e trasmessi su Italia 1 dal 11 settembre 2006. La prima visione è stata in Canada sull'emittente Family Channel dal 2003 al 2009. Negli Stati Uniti, la serie viene trasmessa dal 7 febbraio 2005, su Playhouse Disney.

## Trama
È la storia di Ben (un orsacchiotto di pezza) e dei suoi amici peluches: non sono però dei semplici teneri giocattoli per bambini infatti quando non sono visti dagli umani si animano e affrontano incredibili situazioni. Il loro compito è quello di aiutare i bambini a diventare buoni e in caso di difficoltà possono richiedere l'aiuto dei membri di una società segreta composta interamente da orsacchiotti di pezza.

## Personaggi
- Ben: è il peluche di Max. Doppiato in italiano da Patrizio Prata.
- Howie: è il peluche di Elisa. Doppiato in italiano da Tosawi Piovani.
- Maxwell: è il fratello di Elisa. Doppiato in italiano da Cinzia Massironi.
- Elisa: è la sorella di Max. Doppiata in italiano da Emanuela Pacotto.
- Simon: è il padre di Elisa e Max. Doppiato in italiano da Marco Balzarotti.
- Edgar: è un peluche che ha 200 anni e vive a casa di Miss Periwinkle.
- Miss Abby Periwinkle: conosce il segreto di Edgar.
- Sebastian: è sempre in competizione con Ben. Doppato in italiano da Massimiliano Lotti.
- Ruby: è il peluche del titolare di un negozio di giocattoli. Elisabetta Spinelli
- Laura: da bambina aveva un peluche di nome Felix.
- Generale: è stato il peluche di un bambino il cui padre era un militare.

## Lista episodi
1. È nata una stella/Il libro scomparso
2. Avventura alla stazione/Che bello volare!
3. Comico per caso/Il vecchio Edgar
4. Lo sciroppo/I due litiganti
5. Gatta cicova/Viva la banda!
6. Caccia al felino/L'orsetto perfetto
7. La trappola/Il vulcano
8. Caccia al pesce/Il picnic degli orsetti
9. Il dilemma di Max/Una casa per Raymond
10. Un brutto scherzo/Howie e il sosia
11. Il migliore amico/Un criceto in fuga
12. Il primo orsacchiotto non si scorda mai/Notte di paura
13. Caccia al fantasma/Il distacco
14. Halloween, che paura!/La cagnolina smarrita
15. Il primo giorno di scuola/Una scommessa sleale
16. La strana malattia/Tre pestiferi angioletti
17. Allarme generale/Un caso disperato
18. Squadra di soccorso/Raymond e la fortuna
19. Sulle tracce di Felix/La farfalla mangiapeluche
20. Il racconto di Edgar/Il grande segreto
21. Maggie e il Generale/Identico a Ben
22. Un litigio tra orsetti/Processo a Ben
23. La fabbrica dei peluches/Caccia al tesoro
24. Scambio di orsetti/Un duro allenamento
25. Festa di compleanno/Cerimonia di benvenuto
26. Lister impara a giocare/Uno strano sapore
27. Una porta su misura/A ognuno il suo mestiere
28. Il tango dell'orsetto/Al lupo, al lupo
29. La lettera di Edgar/L'assistente
30. L'orsetta paurosa/Le memorie di Edgard
31. Il nuovo Freddy/La foto di classe
32. Lo sbaglio di Lister/Un orsetto abbandonato
33. L'aquilone/Un orsetto di seconda mano
34. Ben va in orbita/Caccia all'orsetto
35. Salvare Sebastian/Un trattamento di bellezza
36. Seguendo Finnegan/Il posto di Raymond
37. Un orsetto nello spazio/Il girasole
38. Il libro delle memorie/Al fuoco, al fuoco!
39. n.d./n.d.
40. n.d./n.d.
41. n.d./n.d.
42. n.d./n.d.
43. n.d./n.d.
44. n.d./n.d.
45. n.d./n.d.
46. n.d./n.d.
47. n.d./n.d.
48. n.d./n.d.
49. n.d./n.d.
50. n.d./n.d.
51. n.d./n.d.
52. n.d./n.d.